# Klockorna (roman)
Klockorna (engelska: The Clocks) är en detektivroman av den brittiska författaren Agatha Christie. Den kom ut på engelska 1963 och på svenska 1964. I romanen figurerar den mustaschprydde belgiske detektiven Hercule Poirot som aldrig besöker någon av brottsplatserna eller talar med något av vittnena eller de misstänkta. Han utmanas att bevisa sitt påstående att ett brott kan lösas enbart genom att använda intellektet. Romanen markerar återkomsten av partiellt berättande i första person, en teknik som Christie i stort sett hade övergett tidigare i Poirot-sekvensen men som hon hade använt i den tidigare Ariadne Oliver-romanen Den gula hästen (1961). Det finns två sammanvävda intriger: mysteriet som Poirot arbetar med från sin fåtölj medan polisen arbetar på plats, och en spionhistoria från kalla kriget som berättas i första person.
Recensioner vid tidpunkten för publiceringen fann att texten höll Christies nivå, men fann negativa: mordet på en karaktär som var på väg att lägga till användbar information ansågs vara "töntigt" och "ovärdigt" av författaren, och "inte lika lustigt". I kontrast till detta sade Barnards recension 1990 att det var ett "livligt, väl berättat, högst osannolikt sent exemplar" av Christies författarskap. Han älskade klockorna i början och var märkligt besviken över att de var villospår.

## Handling
Sheila Webb, en maskinskrivare på Miss Martindales agentur, anländer till sitt eftermiddagsmöte på Wilbraham Crescent i Crowdean, Sussex. Hon hittar en välklädd äldre man knivhuggen till döds omgiven av sex klockor, varav fyra stannat på 04:13, medan gökuret meddelar att klockan är 3. När en blind kvinna kommer in i huset och är på väg att trampa på liket springer Sheila skrikande ut ur huset och in i famnen på en ung man som passerar på gatan.
Den här mannen, Special Branch eller MI5-agenten Colin "Lamb", tar hand om Sheila. Han undersöker en ledtråd från en lapp som hittats i en död agents ficka: bokstaven M, nummer 61, och en skiss av en månskära skriven på en bit hotellpapper (skissat i boken). På Wilbraham Crescent 19, hem för den blinda Miss Pebmarsh, börjar en polisutredning om mordet. Den döde mannens visitkort visar sig vara falskt. Hans kläder avslöjar inget annat, eftersom alla etiketter är borttagna. Han dödades med en vanlig kökskniv. Colin och kommissarie Hardcastle intervjuar grannarna. Deras hem gränsar till mordplatsen på gatan eller från bakgårdarna i detta ovanligt arrangerade viktorianska bostadsområde. Colin fattar tycke för Sheila.
Hardcastle ifrågasätter Mrs Lawton, mostern som uppfostrade Rosemary Sheila Webb. Rosmary är namnet på en klocka som hittades på mordplatsen, men den försvann innan polisen samlade ihop dem. Colin tar kontakt med Hercule Poirot, en gammal vän till hans far, för att undersöka fallet. Han utmanar Poirot att göra det från sin fåtölj. Han ger Poirot detaljerade anteckningar. Poirot tackar ja och säger sedan åt Colin att prata vidare med grannarna.
Vid förhöret förklarar rättsläkaren att kloralhydrat gavs till offret innan han mördades. Efter förhöret uttrycker Edna Brent, en av sekreterarna, förvirring över något som sagts i bevis. Hon försöker, men misslyckas med att förmedla detta till Hardcastle. Hon hittas snart död i en telefonkiosk på Wilbraham Crescent, strypt med sin egen halsduk. Den döde mannens identitet är ännu okänd. Mrs Merlina Rival (originalnamnet Flossie Gapp) identifierar den döde mannen som sin före detta make, Harry Castleton. Colin lämnar Storbritannien på egen hand och reser bakom järnridån till Rumänien. Han återvänder med den information han behövde, men inte den person han hoppades hitta. Colin följer Poirots råd och pratar med grannarna. Han hittar en tioårig flicka, Geraldine Brown, i flerfamiljshuset tvärs över gatan. Hon har observerat och dokumenterat händelserna vid Wilbraham Crescent medan hon var instängd på sitt rum med ett brutet ben. Hon avslöjar att en ny tvätterifirma levererade en tung korg med tvätt på mordmorgonen. Colin berättar för Hardcastle.
Hardcastle säger till fru Rival att hennes beskrivning av den avlidne inte stämmer. Hon blir upprörd och ringer den person som har involverat henne i fallet. Trots att polisen bevakar henne hittas hon död på tunnelbanestationen Victoria, knivhuggen i ryggen. Poirots första syn på det här fallet är att skenet av komplexitet måste dölja ett ganska enkelt mord. Klockorna är ett villospår, liksom Sheilas närvaro, och avlägsnandet av den döde mannens plånbok och skräddarmärken i kläderna. Colin uppdaterar Poirot vid kommande besök.
I ett rum på ett hotell i Crowdean berättar Poirot för kommissarie Hardcastle och Colin Lamb vad han kommit fram till. Från en noggrann kronologi kan han sluta sig till vad Edna såg. Hon kom hem tidigt från lunchen på morddagen, eftersom hennes sko var trasig, utan att ägareb miss Martindale märkte det. Fröken Martindale tog inte emot något telefonsamtal vid den tidpunkt hon påstod att hon hade gjort det och är den enda person som har motiv att mörda Edna. Från det fiktiva samtalet skickade chefen Sheila till fröken Pebmarshs hus för stenografitjänst. Fröken Pebmarsh nekar till att ha begärt denna tjänst. Mrs Bland, en av grannarna, nämnde att hon hade en syster i det första samtalet med Hardcastle. Poirot härledde denna systers identitet som miss Martindale.
Den nuvarande Bland är den andra fru Bland. Bland sade att hans hustru var den enda levande släktingen för sitt familjearv, men att hon inte både kan vara ensam arvinge och ha en syster. Hans första hustru dog i andra världskriget. Han gifte om sig kort därefter, med en annan kanadensisk kvinna. Hans första frus familj hade brutit kontakten med sin dotter så grundligt att de inte visste att hon hade dött. Sexton år senare tillkännagavs att den första hustrun skulle vara arvtagerska till en utländsk förmögenhet som den sista kända levande släktingen. När nyheten nådde familjen Blands bestämde de sig för att den andra fru Bland måste utge sig för att vara den första fru Bland. De lurar en brittisk advokatfirma som sökt arvtagaren. När Quentin Duguesclin, som kände den första hustrun och hennes familj, sökte upp henne i England planerades att mörda honom. Planen var enkel, med tillägg som klockorna tagna från en opublicerad deckare som fröken Martindale hade läst i ett manuskript.
De mördade fru Rival innan hon hann berätta för polisen vem som anlitat henne. Bland och hans svägerska trodde att deras plan skulle förbrylla polisen, medan fru Bland kände att hon var en bricka i deras planer. Bland gjorde sig av med Duguesclins pass under en resa till Boulogne, en resa som han nämnde för Colin i ett avslappnat samtal. Poirot menar att människor avslöjar mycket i enkla samtal. Poirot hade antagit att denna resa ägde rum, så mannens pass skulle hittas i ett annat land än där han mördades, och långt efter att vänner och familj i Kanada hade saknat honom på hans semester i Europa. Den försvunna klockan, med Rosemary skrivet på, spårades. Colin inser att Sheila hade tagit den och slängt den i grannens soptunna, eftersom hon såg att det var hennes egen klocka som tappats bort på väg till en verkstad. Men klockan togs av fröken Martindale, inte av Sheila.
Colin vänder upp och ner på sin lapp och den pekar honom på 19 Wilbraham Crescent. Miss Millicent Pebmarsh är ringens centrum och förmedlar information till den andra sidan i det kalla kriget, och använder punktskrift för att koda deras meddelanden. Han har bestämt sig för att gifta sig med Sheila och inser att Miss Pebmarsh är Sheilas mor, och därmed hans blivande svärmor. Han ger henne två timmars förvarning om att nätet sluter sig runt henne. Hon valde sin sak framför sitt barn en gång, och gör det igen med en liten dödlig kniv i handen. "Lamb" avväpnar henne och de två väntar på arresteringen, båda fast i sina övertygelser. Romanen avslutas med två brev från kommissarie Hardcastle till Poirot, där han berättar att polisen har hittat alla bevis för att avsluta fallet. Mrs Bland, som var mindre hänsynslös än sin syster, erkände allt under förhör.

## Karaktärer
- Hercule Poirot, berömd belgisk detektiv.
- Inspektör Dick Hardcastle, utredaren.
- Sergeant Cray, en polis i fallet.
- Colin "Lamb", en brittisk underrättelseagent, antydde att han var son till kommissarie Battle.
- Miss Katherine Martindale, ägare av Cavendish Secretarial Bureau; syster till Valerie Bland. Fick smeknamnet "Sandy Cat" av maskinskrivarna. Hon samarbetade med sin svåger för att mörda Duguesklin och dödade Edna Brent.
- Sheila Webb, maskinskrivare vid Cavendish Secretarial Bureau.
- Mrs Lawton, moster till Sheila Webb, som uppfostrade henne från späd ålder, och syster till Sheilas mor.
- Edna Brent, maskinskrivare vid Cavendish Secretarial Bureau, som mördas.
- Miss Millicent Pebmarsh, en blind lärarinna och invånare i 19 Wilbraham Crescent.
- James Waterhouse, innehavare av 18 Wilbraham Crescent.
- Edith Waterhouse, James syster.
- Fru Hemming, innehavare av 20 Wilbraham Crescent.
- Josaiah Bland, byggmästare, innehavare av 61 Wilbraham Crescent. Han dödade Duguesclin.
- Valerie Bland, född Hilda Martindale, andra hustru till Josiah Bland och syster till Miss Katherine Martindale.
- Quentin Duguesclin, vän till den första mrs Blands familj, mördad och lämnad i miss Pebmarshs hem.
- Mrs Ramsay, innehavare av 62 Wilbraham Crescent, nu övergiven av sin man.
- Bill Ramsay, fru Ramsays äldre son (11 år).
- Ted Ramsay, fru Ramsays yngre son, är också hemma från skolan under lovet.
- Angus McNaughton, pensionerad professor, boende på 63 Wilbraham Crescent.
- Mrs McNaughton, Angus fru.
- Greta, familjen McNaughtons "danska tjej"/au pair.
- Merlina Rival, en bricka i mördarnas spel som dödas av dem.
- Överste Beck, Colins överordnade i den brittiska underrättelsetjänsten.
- Geraldine Brown, en ung flicka som bor mittemot 19 Wilbraham Crescent.
- Ingrid, Geraldine Browns norska au pair.

## Litterär betydelse och mottagande
Francis Iles (Anthony Berkeley Cox) recenserade romanen i The Guardians nummer den 20 december 1963 och sa: "Jag är inte så säker. Det börjar bra, med upptäckten av en främling i ett vardagsrum i en förort, med fyra märkliga klockor som alla visar samma tid; Men därefter tenderar berättelsen, även om den är lika läsvärd som alltid, att hänga i luften. Det finns också en mycket töntig sak, det viktiga vittnet som dödades när han var i färd med att avslöja viktiga upplysningar, vilket är helt ovärdigt miss Christie."
Maurice Richardson från The Observer (10 november 1963) sammanfattade: "Inte lika ivrig som vanligt. Massor av uppfinningsrikedom när det gäller timingen, dock."
Robert Barnard: "Livligt, välberättat, högst osannolikt sent exemplar – du måste acceptera två spioner och tre mördare som bor i en halvmåne i en småstad. Klockorna, som är fantastiska och spännande i sig, rinner ut i sanden i slutet. Innehåller (kapitel 14) Poirots genomtänkta reflektioner över andra fiktiva detektiver och kriminallitteraturens olika stilar och nationella skolor."